# Kundenkreditbank
Die Kundenkreditbank (KKB) wurde 1926 von Walter Kaminsky und mehreren Händlern im ostpreußischen Königsberg als Kundenkredit GmbH gegründet und war als Teilzahlungsbank im Teilzahlungsgeschäft tätig, wo sie zum Marktführer aufstieg.

## Geschichte
Die am 30. August 1926 in Königsberg von Walter Kaminsky und 20 Einzelhändlern gegründete Kundenkredit GmbH war die erste klassische Teilzahlungsbank in Deutschland. Ab 1935 firmierte die Bank als KKB Kundenkreditbank mit Sitz in Düsseldorf. Bis 1936 war Kaminsky auch Aufsichtsratsvorsitzender der Bank. Die bisherigen regionalen KKBs in Dortmund und Düsseldorf wurden am 27. September 1951 in die neue KKB Kundenkreditbank KGaA eingebracht, an der sich in Form von Schachtelbeteiligungen zu 25 % das Bankhaus C. G. Trinkaus & Co. in Düsseldorf, zwischen 22 und 24 % das Bankhaus Burkhardt & Co. in Essen und (bis 1957) zu 25 % die Westfalenbank AG in Bochum beteiligten. 1955 ging die Kundenkreditbank an die Düsseldorfer Börse, die KKB führte als erstes deutsches Kreditinstitut 1962 eine Elektronische Datenverarbeitung ein. Im Jahre 1968 erhielt die KKB Vollbanklizenz und betrieb das Einlagengeschäft auf Grundlage von Lohn- und Gehaltskonten.
Die KKB und andere Teilzahlungsbanken gerieten ab 1971 in den Fokus der Gerichte. Die AGB der KKB vom August 1971 sahen in Nr. 7 AGB vor, dass der Rest eines Konsumkredits fällig wurde, sobald der Kreditnehmer mit einer Tilgungsrate länger als 20 Tage im Verzug war, während das damalige Abzahlungsgesetz von 2 rückständigen Raten ausging. Auch die Sittenwidrigkeit erhöhter Konsumkreditzinsen beschäftigte die Rechtsprechung.
Im Jahre 1973 wurde die KKB zunächst zu 56 % von der US-amerikanischen First National City Bank of New York (später Citibank/Citigroup) übernommen und in KKB Kundenkreditbank – Deutsche Haushaltsbank KGaA umbenannt. Weitere Anteile hielten die bisherigen Gesellschafter, die 1972 zum Bankhaus Trinkaus & Burkhardt fusionierten. Gründer Walter Kaminsky wechselte 1972 in den Aufsichtsrat der KKB als stellvertretender Vorsitzender. Das Bankhaus Trinkaus & Burkhardt wiederum wurde ab 1974 zu 51 % von der Citibank übernommen. 1989 hielt die Citibank New York rund 97 % der jetzt firmierenden KKB Bank AG mit Sitz in Frankfurt am Main. Am 30. September 1991 erfolgte die Umbenennung in Citibank Privatkunden AG (später Citibank Privatkunden AG & Co. KGaA). Im Dezember 2008 wurde die Bank an die Crédit Mutuel-Bankengruppe verkauft. Seit dem 22. Februar 2010 firmiert sie unter dem Namen Targobank und gilt mit 7 % Marktanteil im Konsumentenkreditgeschäft als Marktführer.

## Werbung
Ende der 1980er Jahre erfolgt von der KKB-Bank die Werbeaktion: „Steffi sucht ihre Nachfolgerin“, in der eine Nachfolgerin des deutschen Tennis-Stars Steffi Graf gesucht wurde und in der sich deren Vater, Trainer und Manager Peter Graf persönlich um die Karrieren der Gewinnerinnen eines extra ausgespielten „KKB Cup Steffi Graf“ kümmern würde. Hierzu kam es allerdings nicht, denn die Aktion entpuppte sich nach Angaben des Spiegels (17/1991) als ein „Werbegag“.

## Geschäftsfeld
Die KKB war das erste Bankinstitut in Deutschland, das standardisierte Konsumkredite an Privatpersonen vergab. Der Geschäftserfolg beruhte auch bei den Nachfolgeinstituten darauf, dass auf Bankguthaben (Girokonten, Sparkonten und Festgelder) höhere Habenzinsen als bei Konkurrenzunternehmen gezahlt wurden. Im Jahre 1989 führte die KKB als erste deutsche Bank das Telefonbanking ein.

## Geschäftsführung
Zunächst führte als persönlich haftender Gesellschafter Walter Kaminsky die Bank, 1962 trat sein Sohn Stefan Kaminsky als weiterer Geschäftsführer ein. Ab 1973 wechselten beide bei der Übernahme durch die Citibank in den Aufsichtsrat. Aufsichtsratsvorsitzender der KKB Bank KGaA war Werner B. Fischer (* 1915). Zwischen 1980 und 1986 war Günter Schneider Sprecher der Geschäftsleitung. Schneider war von 1990 bis 1997 der erste Vorstandsvorsitzende der Postbank. 1988 war Peter Lütke-Bornefeld Vorstandsmitglied der KKB Bank; er war ab 2008 Aufsichtsratsvorsitzender der MLP AG.